# Erwin Fuchsbichler
Erwin Fuchsbichler (27 marzo 1952) è un ex calciatore austriaco, di ruolo portiere.

## Carriera

### Club
Ha giocato nella prima divisione austriaca.

### Nazionale
Ha partecipato ai Mondiali del 1978.

## Palmarès

### Club

#### Competizioni nazionali
- Campionato austriaco: 1

VÖEST Linz: 1973-1974
- Coppa d'Austria: 1

Rapid Vienna: 1971-1972

#### Competizioni internazionali
- Coppa Piano Karl Rappan: 1

VÖEST Linz: 1975